# John Marshall (státník)
John Marshall (24. září 1755, Midland, USA – 6. července 1835, Filadelfie) byl americký právník, politik a státník.
Za revoluce byl kapitánem na virginské frontě. Absolvoval kurs právnických přednášek na Univerzitě Williama a Mary, ale převážně byl právnický samouk. Byl delegátem za federalisty na Virginské konvenci, která ratifikovala Ústavu Spojených států amerických. Za aféry „XYZ“ byl vyslancem ve Francii, v Kongresu Spojených států amerických působil za federalisty v letech 1799 až 1800 a ve funkci státního tajemníka působil v letech 1800 až 1801.
Předsedou Nejvyššího soudu Spojených států amerických se stal 27. ledna 1801 a působil v něm až do své smrti. Za jeho předsednictví se projednávalo více než 1 000 procesů. Jeho hlavním odkazem je, že donutil Kongres a prezidenta, aby respektovali Nejvyšší soud jako rovnocenného partnera. Razil ústavní teorii v tom smyslu, že prosazoval nadřazenost federálního práva nad právem jednotlivých států unie.
Do jeho rukou složili přísahu tito prezidenti USA:
- 4. března 1801 – Thomas Jefferson
- 4. března 1805 – Thomas Jefferson
- 4. března 1809 – James Madison
- 4. března 1813 – James Madison
- 4. března 1817 – James Monroe
- 4. března 1821 – James Monroe
- 4. března 1825 – John Quincy Adams
- 4. března 1829 – Andrew Jackson
- 4. března 1833 – Andrew Jackson